# ATSC
ATSC (англ. Advanced Television Systems Committee) — набор стандартов, разработанных Advanced Television Systems Committee для цифрового телевизионного вещания через эфирные, кабельные и спутниковые сети.
Стандарты ATSC были разработаны в 1990-х консорциумом Grand Alliance, консорциумом компаний, специализирующихся в области электроники и телекоммуникаций; компании объединились, чтобы разработать спецификации того, что в данный момент известно как HDTV. В число форматов ATSC входят и уже существовавшие на тот момент стандартные форматы видео, хотя изначально только формат HDTV был создан для цифрового телевидения.

## Характеристики стандартов ATSC
Стандарты телевидения высокой четкости, определенные ATSC, позволяли настраивать изображения с широкоэкранным соотношением сторон 16:9 и максимальным разрешением 1920x1080 пикселей — данное разрешение почти в шесть раз превышало максимальное разрешение при использовании существовавшей ранее системы стандартов. Однако стандарт допускал и другие варианты разрешения изображения. Снижение требований для пропускной способности изображений более низкой четкости позволяет образование до шести «подканалов» стандартной четкости, которые одновременно будут переданы на единственном канале полосы пропускания в 6 МГц.
Стандарты ATSC обычно помечаются A/x (где x является номером стандарта) и могут быть загружены с официального сайта ATSC. Так стандарт A/53, с которого началась организация системы, был разработан и издан Grand Alliance в 1995 году; в 1996 году он был принят Федеральной комиссией по связи США, а в 2009 году был вновь пересмотрен. Стандарт A/72, который включал в список стандартов видеокодирование формата H.264/AVC, был разработан в 2008 году.
ATSC допускает создание объемного звучания при помощи Конфигурации 5.1 при использовании аудиокодека Dolby Digital AC-3. Также могут предоставлены и другие дополнительные параметры изображения и звука.
Многие из параметров, ставшие стандартами ATSC, являются патентными (то есть они созданы ATSC и на то время не имели независимых аналогов), включая кодирование MPEG, аудиоформат AC-3 и модуляцию 8VSB. Стоимость лицензии на введение патентных технических характеристик, предполагающее цену ресивера цифрового телевидения в 50 $, вызвало недовольство производителей.
Как и другие системы стандартов, ATSC зависит от множества сопутствующих стандартов, например, EIA-708, стандарта цифрового «вшивания» заголовков и текстовой информации.

## Цифровое телевидение
Цифровое телевидение ATSC в некоторых странах заменило большую часть аналогового телевидения NTSC: 12 июня 2009 года — в США, 31 августа 2011 года — в Канаде, 31 декабря 2012 года — в Южной Корее, в сентябре 2015 года — в Доминиканской Республике, 31 декабря 2015 года — в Мексике.
Телеканалы, которые изъявят желание сохранить аналоговое вещание, будут вынуждены вещать на два канала, поскольку стандарты ATSC обычно требуют весь канал для вещания цифрового телевидения. Наличие виртуальных каналов позволит некоторым каналам вновь пройти картографирование и впоследствии повторно стать частью сетки вещания начиная от физического канала RF и кончая любым номером от 1 до 99, таким образом, станции ATSC или связаны с соответствующими каналами NTSC, или все станции сетки могут использовать один и тот же номер. Также имеется стандарт для распределенных систем вещания (DTx), форма сети единой частоты, что допускает синхронизацию многократного включения канала в сетку вещания.

## Аудио
Несмотря на то, что в списке стандартов ATSC основным аудиокодеком значится стандарт A/52, этот кодек больше известен как Dolby Digital AC-3. Он позволяет использовать распределение звуковых эффектов по пяти каналам, а также использование шестого канала для низкочастотных звуковых эффектов (это распределение также известно как Конфигурация 5.1). В противоположность этому японские передатчики ISDB HDTV в качестве основного аудиокодека используют MPEG-кодек Advanced Audio Coding (AAC), который также позволяет использовать Конфигурацию 5.1. Также в обоих случаях могут использоваться стандарты DVB (см. ниже).
Аудиокодек MPEG-2 также значился в списке претендентов на роль основного аудиокодека на съезде консорциума Grand Alliance, однако в итоге он проиграл Dolby AC-3. Тем не менее, после того, как Dolby AC-3 официально был выбран основным аудиокодеком для стандартов вещания ATSC, руководство Grand Alliance объявило, что система MPEG-2 «практически эквивалентна» системе Dolby. Позднее в прессе появилась история о том, что престижный ВУЗ, Массачусетский технологический институт (МТИ), вступил в сговор с производителями системы Dolby, результатом чего должно было стать отклонение MPEG-2, как стандартного аудиокодека, в пользу Dolby и, как следствие, получение институтом крупного денежного вознаграждения. Также указывалось, что подобный стимул был предложен Zenith, чтобы приобрести их голос (тот самый, который от них был получен), однако неизвестно, действительно ли Zenith принимал это предложение.

## Видео
Система стандартов ATSC поддерживает множество вариантов разрешения экрана, соотношения сторон и частоты кадров в секунду. Здесь перечислены все форматы согласно разрешению, виду развертки (прогрессивная или чересстрочная) и количеству кадров (или полей) в секунду.
Для передачи данных ATSC использует спецификации MPEG, также известные как «транспортный поток MPEG», чтобы согласно определенным параметрам и ограничениям связать все данные в единое целое. ATSC использует 188-байтовые пакеты данных транспортного потока MPEG, чтобы таким образом передать данные на ресивер пользователя, который расшифровывает транспортный поток обратно в видео и аудио. Однако прежде, чем эта расшифровка произойдет, ресивер должен произвести демодуляцию и сканирование транспортного потока, чтобы найти и устранить ошибки, закравшиеся при передаче, после чего транспортный поток демультиплексируется и на выходе пользователь получает исходные видео и аудио.

### MPEG-2
В системе ATSC используется три основных типа разрешения экрана. Это основной и расширенный NTSC, а также PAL, имеющие минимальное количество растровых строк, равное 480 или 576. Изображение HDTV среднего разрешения в этом случае будет иметь 720 растровых строк длиной 1280 пикселей. Верхний же предел разрешения для такого изображения будет равен 1080 растровым строкам длиной 1920 пикселей. Однако видео с разрешением в 1080 растровых строк на самом деле кодируется с заданным разрешением 1920x1088 пикселей, однако последние 8 строк вырезается ещё до показа. Это происходит из-за особенностей формата MPEG-2, который требует, чтобы количество пикселей в кадре видео делилось на 16.
Большинство типов разрешения могут использоваться как с прогрессивной разверткой, так и чересстрочной, хотя наиболее высокое разрешение, использующее 1080 растровых строк, не может использовать прогрессивную развертку при частоте кадров 50; 59,94 или 60 в секунду, так как подобное качество оказалось слишком высоким для времени принятия первоначального стандарта, в результате чего требовалось передать слишком большой объём данных. Также стандарт требует, чтобы для видео с кадрами, использующими разрешение в 720 растровых строк, использовалась только прогрессивная развертка.
Эфирная (то есть при помощи радиосигнала) трансляция передает данные со скоростью 19,39 Мбит/с (кривая графика пропускной способности обычно показывает 18,3 Мбит/с, остальное приходится на такие функции, как исправление ошибок, электронная справка, скрытые заголовки и т. д.). Для сравнения, максимально возможный битрейт для MPEG составляет 10,08 Мбит/с (фактически — 7 Мбит/с), доступные для формата DVD, для формата BD (Blu-Ray) это величина достигает 48 Мбит/с (фактически — 36 Мбит/с).
Несмотря на то, что стандарт ATSC A/53 ограничивает трансляцию MPEG-2 указанными ниже форматами, Федеральная комиссия по связи США не заостряла внимание на том, что телевизионные станции должны строго повиноваться этой части стандарта. Теоретически ТВ-станции могут выбрать для своих трансляций любое разрешение, соотношение сторон и частоту кадров/полей в секунду, которое позволяет им Main Profile @ High Level. Многие из ТВ-станций в действительности выходят за рамки, установленные стандартом, используя другое разрешение — например, 352x480 или 720x480.
Так называемые «EDTV-экраны» вполне могут воспроизвести видео с прогрессивной разверткой и соотношением сторон 16:9. При этом такие типы разрешений как 704×480 или 720×480 в случае NTSC и 720×576 в случае PAL могут позволить воспроизведение 60 кадров в секунду (в случае NTSC) или 50 кадров в секунду (в случае PAL).
| Разрешение   | Разрешение     | Соотношение сторон | Пропорции сторон пикселя | Развертка     | Частота кадров (Гц)                  |
| вертикальное | горизонтальное | Соотношение сторон | Пропорции сторон пикселя | Развертка     | Частота кадров (Гц)                  |
| ------------ | -------------- | ------------------ | ------------------------ | ------------- | ------------------------------------ |
| 1080         | 1920           | 16:9               | 1:1                      | прогрессивная | 23,976 24 29,97 30                   |
| 1080         | 1920           | 16:9               | 1:1                      | чересстрочная | 29,97 (59,94 поля/с) 30 (60 полей/с) |
| 720          | 1280           | 16:9               | 1:1                      | прогрессивная | 23,976 24 29,97 30 59,94 60          |
| 480          | 704            | 4:3 или 16:9       | SMPTE 259M               | прогрессивная | 23,976 24 29,97 30 59,94 60          |
| 480          | 704            | 4:3 или 16:9       | SMPTE 259M               | чересстрочная | 29,97 (59,94 поля/с) 30 (60 полей/с) |
| 480          | 640            | 4:3                | 1:1                      | прогрессивная | 23,976 24 29,97 30 59,94 60          |
| 480          | 640            | 4:3                | 1:1                      | чересстрочная | 29,97 (59,94 поля/с) 30 (60 полей/с) |

ATSC также поддерживает частоту кадров, свойственную формату PAL, и типы разрешений, оговоренные в стандарте A/63.
| Разрешение   | Разрешение     | Соотношение сторон | Пропорции сторон пикселя | Развертка     | Частота кадров (Гц) |
| вертикальное | горизонтальное | Соотношение сторон | Пропорции сторон пикселя | Развертка     | Частота кадров (Гц) |
| ------------ | -------------- | ------------------ | ------------------------ | ------------- | ------------------- |
| 1080         | 1920           | 16:9               | 1:1                      | чересстрочная | 25 (50 полей/с)     |
| 1080         | 1920           | 16:9               | 1:1                      | прогрессивная | 25                  |
| 720          | 1280           | 16:9               | 1:1                      | прогрессивная | 50                  |
| 576          | 720            | 4:3 или 16:9       | SMPTE 259M               | прогрессивная | 25 50               |
| 576          | 720            | 4:3 или 16:9       | SMPTE 259M               | чересстрочная | 25 (50 полей/с)     |
| 576          | 544            | 4:3 или 16:9       | SMPTE 259M три четверти  | прогрессивная | 25                  |
| 576          | 544            | 4:3 или 16:9       | SMPTE 259M три четверти  | чересстрочная | 25 (50 полей/с)     |
| 576          | 480            | 4:3 или 16:9       | SMPTE 259M две трети     | прогрессивная | 25                  |
| 576          | 480            | 4:3 или 16:9       | SMPTE 259M две трети     | чересстрочная | 25 (50 полей/с)     |
| 576          | 352            | 4:3 или 16:9       | SMPTE 259M одна вторая   | прогрессивная | 25                  |
| 576          | 352            | 4:3 или 16:9       | SMPTE 259M одна вторая   | чересстрочная | 25 (50 полей/с)     |
| 288          | 352            | 4:3 или 16:9       | CIF                      | прогрессивная | 25                  |

Согласно спецификации ATSC A/53, на видеопоток MPEG накладываются определённые ограничения:
- Точный максимальный битрейт видео потока MPEG — 19,4 Мбит/с (для телевидения) и 38,8 Мбит/с (для «высокоскоростной» трансляции, например, для кабельного ТВ). Практический максимум будет несколько ниже, так как видеопотока MPEG вместе с другой информацией должно соответствовать заданной величине.
- Величина буфера потока MPEG, которую требует декодер (the vbv_buffer_size_value), должна составлять не более 999,424 байта.
- В большинстве случаев трансмиттер не может послать зашифрованное изображение раньше, чем за полсекунды до того, как оно будет расшифровано (vbv_delay не более 45 000 приращений величиной в 90 кГц).
- Поток должен содержать информацию по колориметрии (кривая гаммы цвета, используемые цвета сетки RGB, и соотношение между RGB и YCbCr).
- Видео должно иметь соотношение 4:2:0 (цветовое разрешение должно быть 1/2 яркости горизонтального разрешения и 1/2 яркости вертикального разрешения).

Спецификации ATSC и MPEG допускают кодирование кадров с прогрессивной разверткой внутри видеопотока с чересстрочной. Например станции NBC передают видеопоток в формате 1080i60, что означает, что видео при расшифровке будет в секунду выдавать 60 полей чересстрочной развертки, состоящих из 540 растровых полос каждое. Однако при трансляции шоу в прайм-тайм эти 60 полей могут быть закодированы на базе 24 кадров прогрессивной развертки — фактически, зашифровано в формате 1080p24 (поток, передаваемый с частотой 24 прогрессивных кадра в секунду). Метаданные потока MPEG дают сигнал декодеру создать из этих полей чересстрочную развертку и выдавать с использованием преобразования 3:2, как в телекинопроекторе.
Также спецификации ATSC допускают кодирование видеопотока MPEG-2 в форматах 1080p30 и 1080p24, однако на практике эти форматы практически не используются, так как работники телевидения хотят иметь возможность свободно переключаться между контентом с 60 Гц чересстрочной развертки (новости), 30 Гц прогрессивной развертки или PsF (мыльные оперы) и 24 Гц прогрессивной развертки (прайм-тайм), не отступая от потока MPEG-2 формата 1080i60.
Формат с 1080 растровыми строками кодируется при разрешении 1920x1088 пикселей яркостной матрицы и 960 × 540 пикселей цветовой матрицы, однако, как сказано выше, от 8 растровых строк отказываются из-за требований MPEG.

### H.264/MPEG-4 AVC
В июле 2008 года стандарты ATSC были обновлены, чтобы поддерживать видеокодек ITU-T H.264. Новый стандарт был представлен в двух частях:
- A/72 часть 1: Системные параметры видео AVC в системе цифрового телевидения ATSC.[10]
- A/72 часть 2: Параметры транспортной подсистемы видео AVC.[11]

Новые стандарты поддерживают видео в формате 1080p при частоте 50; 59,94 и 60 кадров в секунду; такую частоту требует Высший профиль H.264/AVC уровня 4.2, в то время как для уровня 3.2 и уровня 4 достаточно стандартной частоты кадров HDTV-видео, а для уровня 3 и уровня 3.1 — частоты кадра SDTV-видео.
| Разрешение   | Разрешение     | Соотношение сторон | Пропорции сторон пикселя        | Развертка     | Частота кадров (Гц)                                  | Уровень |
| Вертикальное | Горизонтальное | Соотношение сторон | Пропорции сторон пикселя        | Развертка     | Частота кадров (Гц)                                  | Уровень |
| ------------ | -------------- | ------------------ | ------------------------------- | ------------- | ---------------------------------------------------- | ------- |
| 1080         | 1920           | 16:9               | 1:1                             | прогрессивная | 23,976 24 29.97 30 25                                | 4       |
| 1080         | 1920           | 16:9               | 1:1                             | прогрессивная | 59,94 60 50                                          | 4,2     |
| 1080         | 1920           | 16:9               | 1:1                             | чересстрочная | 29,97 (59,94 поля/с) 30 (60 полей/с) 25 (50 полей/с) | 4       |
| 1080         | 1440           | 16:9               | HDV (4:3)                       | прогрессивная | 23,976 24 29,97 30 25                                | 4       |
| 1080         | 1440           | 16:9               | HDV (4:3)                       | прогрессивная | 59,94 60 50                                          | 4.2     |
| 1080         | 1440           | 16:9               | HDV (4:3)                       | чересстрочная | 29,97 (59,94 поля/с) 30 (60 полей/с) 25 (50 полей/с) | 4       |
| 720          | 1280           | 16:9               | 1:1                             | прогрессивная | 23,976 24 29,97 30 59,94 60 25 50                    | 3,2; 4  |
| 480          | 720            | 4:3 или 16:9       | SMPTE 259M (10:11 или 40:33)    | прогрессивная | 23,976 24 29,97 30 59,94 60 25 50                    | 3,1; 4  |
| 480          | 720            | 4:3 или 16:9       | SMPTE 259M (10:11 или 40:33)    | чересстрочная | 29,97 (59,94 поля/с) 30 (60 полей/с) 25 (50 полей/с) | 3       |
| 480          | 704            | 4:3 или 16:9       | SMPTE 259M (10:11 или 40:33)    | прогрессивная | 23,976 24 29,97 30 59,94 60 25 50                    | 3,1; 4  |
| 480          | 704            | 4:3 или 16:9       | SMPTE 259M (10:11 или 40:33)    | чересстрочная | 29,97 (59,94 поля/с) 30 (60 полей/с) 25 (50 полей/с) | 3       |
| 480          | 640            | 4:3                | 1:1                             | прогрессивная | 23,976 24 29,97 30 59,94 60 25 50                    | 3,1; 4  |
| 480          | 640            | 4:3                | 1:1                             | чересстрочная | 29,97 (59,94 поля/с) 30 (60 полей/с) 25 (50 полей/с) | 3       |
| 480          | 544            | 4:3                | SMPTE 259M три четверти (40:33) | прогрессивная | 23,976 25                                            | 3       |
| 480          | 544            | 4:3                | SMPTE 259M три четверти (40:33) | чересстрочная | 29,97 (59,94 поля/с) 25 (50 полей/с)                 | 3       |
| 480          | 528            | 4:3                | SMPTE 259M три четверти (40:33) | прогрессивная | 23,976 25                                            | 3       |
| 480          | 528            | 4:3                | SMPTE 259M три четверти (40:33) | чересстрочная | 29,97 (59,94 поля/с) 25 (50 полей/с)                 | 3       |
| 480          | 352            | 4:3                | SMPTE 259M одна вторая (20:11)  | прогрессивная | 23,976 25                                            | 3       |
| 480          | 352            | 4:3                | SMPTE 259M одна вторая (20:11)  | чересстрочная | 29,97 (59,94 поля/с) 25 (50 полей/с)                 | 3       |
| 240          | 352            | 4:3                | SIF (10:11)                     | прогрессивная | 23,976 25                                            | 3       |
| 120          | 176            | 4:3                | SIF одна вторая (10:11)         | прогрессивная | 23,976 25                                            | 1,1     |

## Транспортный поток
Файл с расширением .TS представляет собой так называемый «транспортный поток», который по сути является форматом медиаконтейнера. Этот медиаконтейнер содержит множество потоков аудио и видео, мультиплексированных в единый поток данных. Транспортные потоки разрабатываются при тщательной синхронизации и с последующим восстановлением в памяти с целью не допустить потери данных там, где существует потенциальная угроза этого (например, при вещании ATSC при помощи радиосигнала). Когда радиосигнал ATSC преобразовывается в файл при помощи технических/программных средств, полученный в результате файл часто имеет расширение .TS.

## Модуляция и вещание
Стандарты ATSC разработаны таким образом, чтобы использовать ту самую полосу пропускания в 6 МГц, которую используют аналоговые ТВ-каналы NTSC (согласно же спецификации A/53 семейства стандартов DTV требования о вмешательстве частот NTSC и других DTV-каналов весьма строги). Как только аудио и видео проходят сжатие и мультиплексирование в единый транспортный поток MPEG, последний проходит модуляцию согласно способу, которым этот поток будет передан на ресивер пользователя:
- Работники эфирного (местного) телевидения используют модуляцию 8VSB, которая может обеспечить пропускную способность в 19,39 Mбит/с, достаточную, чтобы передать аудио, видео и метаданные.
- При использовании трансляции при помощи кабеля имеется возможность работать при более высоком соотношении сигнал/шум, в результате чего обычно используется одна из двух модуляций: определенную в ATSC модуляцию 16VSB и определенную в SCTE модуляцию 256-QAM. Оба типа модуляции позволяют достигнуть пропускной способности в 38,78 Мбит/с, используя ту же полосу пропускания в 6 МГц.

Рекомендации для схем модуляции цифрового телевидения были разработаны в годы, когда операторы кабельных сетей передавали видео стандартного разрешения в виде несжатых аналоговых сигналов. В последние годы те же операторы вынуждены сжимать видео стандартного разрешения для кабельных сетей цифрового телевидения, чтобы создавать «двойные» каналы в полосе пропускания в 6 МГц для местных каналов, передающих сигнал в несжатом аналоговом виде.
В настоящее время Федеральная комиссия по связи требует, чтобы операторы кабельных сетей США передавали или аналоговый, или цифровой сигнал (никак не оба) от компаний эфирного телевидения («правило должны-передаем»), в то время как Канадская комиссия телерадиокомпаний и телекоммуникаций аналогичного требования в отношении трансляции сигнала стандарта ATSC не выдвигала.
Однако операторы кабельных сетей не спешило включать каналы стандарта ATSC в список своих клиентов. Ключевой и основополагающей оказалась единственная проблема — используемый для передачи сигнала по кабелю тип модуляции: операторы кабельных сетей США (и в меньшей степени Канады) сами вольны были выбирать тип модуляции для трансляции сигнала по своим кабелям. В промышленности существуют свои комитеты по стандартизации: SCTE определили, согласно ANSI/SCTE 07 2006: Стандарту передачи цифрового сигнала для кабельных сетей, для кабельных сетей модуляцию 256-QAM, на которую переходят все их заводы, ранее использовавшие модуляцию 64-QAM и отказавшиеся от модуляции 16VSB, которая требуется согласно стандарту ATSC. Как уже давно ожидается, модуляция 256-QAM также будет включена в список стандартов ATSC.
Существуют также стандарты ATSC для спутникового телевидения. Однако за пределы США очень немногие транслируют сигнал стандарта ATSC, но на данный момент ведется внедрение поддержки стандарта. Спутниковые системы, тем не менее, не используют прямую ретрансляцию сигнала стандарта ATSC; в США и Канаде используется или система DVB-S (стандартная или адаптированная), или собственные системы спутникового телевидения, такие как DSS или DigiCipher 2.

## Другие системы
ATSC сосуществуют с другими системами стандартов, такими как DVB-T или ISDB-T. В качестве части нового китайского двойного стандарта DMB-T/H был разработан похожий стандарт под кодовым обозначением ADTB-T. Несмотря на то, что Китай выбрал этот стандарт в качестве основного, ADTB пока не имеет реальной поддержки от станций телевещания и производителей ресиверов.
Для совместимости сигналов из различных источников ATSC ввел поддержку видео в формате 480i (480 растровых строк, чересстрочная развертка, частота ~60 полей (30 кадров) в секунду), который использовался в аналоговых системах NTSC, 576i (576 строк чересстрочной развертки, частота ~50 полей (25 кадров) в секунду), использующийся в большинстве систем PAL, а также характерные для фильмов форматы с частотой 24 кадра в секунду.
После того, как системы ATSC подверглись резкой критике за сложность и высокую себестоимость, мешающих введению и использованию этой системы, цены на трансляцию и ресиверы были снижены и ныне сопоставимы с соответствующими ценами на системы DVB.
В отличие от сигналов DVB-T и ISDB-T, сигнал ATSC более восприимчив к изменениям в условиях трансляции при помощи радиосигнала. Она также испытывает проблемы с тем, что в ней нет иерархии модуляций, что не позволяет SDTV-части сигнала HDTV (или аудио ТВ-передачи) непрерывно поступать на ресиверы в тех местах, где прием сигнала очень низкий. Поэтому был введён дополнительный тип модуляции, VSB-расширенный (E-VSB), исправляющий эту проблему.
Несмотря на фиксированность трансляции ADSC, её сигнал считается самым устойчивым при различных условиях. 8VSB, модуляцию стандарта ATSC, предпочитают типу модуляции COFDM, частично потому, что в некоторых странах имеется множество областей, представляющие собой сельскую местность с низкой плотностью населения, из-за чего требуется использование трансмиттеров с более крупной зоной покрытия. Как показали наблюдения, модуляция 8VSB показала в этих условиях лучшие результаты, чем модуляции других систем.
Вышеуказанная модуляция COFDM в США используется в системах DVB-T, ISDB-T и HD-радио, а также в 1seg и DVB-H. На территориях, включающих города и их пригороды и имеющих самую высокую плотность населения, считается, что COFDM является самой лучшей для обработки многоканальной трансляции. Хотя ATSC не способен к настоящим операциям внутри сетей с единой частотой (SFN), распределение сигнала, использующее многочисленные синхронизированные передатчики, как оказалось, улучшил уровень сигнала. Отсюда следует, что бо́льшего распределения спектра, чем то, которое применяет DVB-T при использовании SFN, обычно не требуется. Исследования показали, что лучшим в этом отношении оказалась система DVB-T2.

## Мобильное ТВ
Прием станций цифрового телевидения на мобильных устройствах с использованием системы ATSC до 2008 года оставался слишком сложным, если не невозможным, для воплощения в жизнь, особенно при использовании приемников в автомобилях. Чтобы преодолеть эти трудности, было предложено несколько систем, которые, согласно утверждениям, улучшают прием на мобильных устройствах: A-VSB от Samsung/Rhode & Schwarz, MPH от LG/Harris, а также новинка, предложенная Thomson/Micronas; все они были представлены в качестве кандидатов на стандарт мобильного ТВ системы ATSC, ATSC-M/H. После года стандартизации, в 2009 году, в качестве этого стандарта был официально принят и начал внедряться гибрид систем A-VSB и MPH. Новый стандарт стал дополнением к другим существующим стандартам, таким как ныне не существующий MediaFLO, а также DVB-H и T-DMB. Как и DVB-H и ISDB 1seg, новый стандарт обратно совместим с уже существующими тюнерами, несмотря на то, что ATSC-M/H был принят значительно позже других стандартов мобильного ТВ.
Поскольку 18 каналов США, транслировавших в диапазоне УВЧ, было удалено из телевизионной сетки, и группа каналов остается в диапазоне УКВ, прием станций цифрового телевидения на мобильных устройствах все ещё остается слишком сложным для реализации. Сигнал тех каналов, которые по-прежнему вещают в диапазоне УКВ, больше всех подвержен влиянию электромагнитного излучения от двигателей автомобилей и изменениям условий многоканальной трансляции.

## Дальнейшее развитие

### ATSC 2.0
ATSC 2.0 — главный и новый пересмотр стандарта ATSC, который будет обратно совместим со стандартом ATSC 1.0. Стандарт будет допускать использование интерактивных и гибридных технологий, объединяющих в единое целое ТВ и интернет-сервисы, что позволит вводить интерактивные элементы в поток вещания. Среди особенностей этого стандарта можно будет заметить сжатие видео, подсчет зрительской статистики, внедрение рекламы, предварительный заказ видео и хранение на новых ресиверах различной информации, в том числе медиаконтента в не реальном времени.

### ATSC 3.0
Новое, пока ещё находящееся на стадии разработки, воплощение системы стандартов ATSC, система ATSC 3.0, предложит зрителям цифрового телевидения ещё больше оригинальных решений, включая новые услуги для зрителей, более эффективное сжатие видео. Как ожидается, ATSC 3.0 появится в течение текущего десятилетия.
26 марта 2013 года Advanced Television Systems Committee объявили о том. что они открыты для предложений по ATSC 3.0, чтобы обеспечить включение в список стандартов видео сверхвысокой четкости (UHDTV), имеющее разрешение 3840×2160, чересстрочную развертку и частоту 60 полей в секунду.
В феврале 2014 года начались межсетевые испытания, которые начали крупные сети Лос-Анджелеса KLCS (государственный канал) и KJLA (частный канал) при поддержке CTIA и Федеральной комиссии по связи США. Тест включал мультиплексирование множества потоков HD и SD в единый поток данных, а также эксперименты с использующимися на данный момент видеокодеками MPEG-2/H.262 и MPEG-4 AVC/H.264. В итоге все пришли к решению, что MPEG-4 AVC лучше не использовать, а заменить его более новым видеокодеком MPEG-H HEVC/H.265, и заменить модуляцию 8VSB более современной OFDM, которая позволяет добиться пропускной способности 28 Мбит/с на все той же частоте 6 МГц.
В мае 2015 года и последующих 6 месяцах ожидается временное использование цифровых трансмиттеров и антенн, принадлежащих дочернему каналу Fox, каналу WJW, вещающему в Кливленде, штат Огайо, с целью того, чтобы Национальная ассоциация телевещания проверила новую систему «Futurecast» ATSC 3.0, продвигаемую LG и GatesAir. Система Futurecast уже ранее испытывалась — испытания были проведены во время периодов отсутствия сигнала в октябре 2014 года с использованием трансмиттеров дочернего канала ABC, канала WKOW, вещающего в Мэдисоне, штат Висконсин.

## Страны и регионы, использующие стандарты ATSC

### Северная Америка
- Багамские острова 14 декабря официально объявили о переходе на использование системы стандартов ATSC; государственный канал ZNS-TV объявил о том, что будет модернизировать принадлежащие ему трансмиттеры для использования системы ATSC и мобильного стандарта DTV подобно каналам стран-соседей, США и Пуэрто-Рико.[28]
- Канада переключилась на использование системы ATSC 31 августа 2011 года во всех административных центрах и населенных пунктах с населением свыше 300 000 человек.[29]
- Доминиканская Республика объявила о своих планах перехода на цифровое телевидение стандарта ATSC 10 августа 2010 года; переход должен полностью завершиться к сентябрю 2015 года.[30]
- Сальвадор озвучил намерения ввести систему ATSC 22 апреля 2009 года.[31]
- Мексика объявила о переходе на ATSC 2 июля 2004 года.[32] Полная конверсия трансмиттеров началась в 2013 году.[33] Постепенные переход на ATSC завершится к 31 декабря 2015 года.[8]
- США 12 июня 2009 года перевели на использование ATSC все каналы, за исключением станций LPTV; полный переход произойдет 1 сентября 2015 года.[34]
  -  Пуэрто-Рико
  - Виргинские острова (США)

### Азия/Океания
- Южная Корея завершила переход на эфирные трансляции 31 декабря 2012. Аналоговое вещание доступно только у северных границ страны и в большей степени проходит для территории Северной Кореи.[35] Несмотря на это, кабель с аналоговым сигналом должен быть отключен.
- Внешние малые острова США перешли на ATSC 12 июня 2009 года, за исключением станций LPTV; переход будет полностью завершен к 1 сентября 2015 года.[34]
  -  Американское Самоа
  -  Гуам
  -  Северные Марианские острова